# Silver Linings (Less Than Jake)
Silver Linings è il nono album in studio del gruppo musicale statunitense Less Than Jake, pubblicato nel 2020.

## Tracce
1. The High Cost of Low Living – 2:39
2. Lie to Me – 3:38
3. Keep on Chasing – 3:03
4. Anytime and Anywhere – 2:30
5. The Test – 2:54
6. Dear Me – 3:17
7. Monkey Wrench Myself – 2:58
8. King of the Downside – 2:38
9. Lost at Home – 3:20
10. Move – 3:24
11. Bill – 3:03
12. So Much Less – 3:17

## Formazione
- Chris DeMakes – voce, chitarra
- Roger Manganelli – voce, basso
- Peter "JR" Wasilewski – sassofono tenore
- Buddy Schaub – trombone
- Matt Yonker – batteria